# Tour de Suisse 2007
Le Tour de Suisse 2007 est la 71e édition de cette course cycliste sur route masculine. Elle est inscrite au calendrier de l'UCI ProTour 2007 et s'est déroulée du 16 au 24 juin. La course est remportée par le Russe Vladimir Karpets.

## Présentation

### Equipes
Le Tour de Suisse figurant au calendrier du ProTour, les 20 UCI Proteams sont présentes, auxquelles il faut ajouter une équipe continentale invitée.
| ProTeams (20)- AG2R Prévoyance - Astana - Bouygues Telecom - Caisse d'Épargne - Cofidis-Le Crédit par Téléphone - Crédit agricole - CSC - Discovery Channel - Euskaltel-Euskadi - Gerolsteiner - La Française des jeux - Lampre-Fondital - Liquigas - Team Milram - Predictor-Lotto - Quick Step-Innergetic - Rabobank - Saunier Duval-Prodir - T-Mobile - Unibet.com Équipe continentale professionnelle- Volksbank |
| |

## Etapes
| Étape     | Date    | Villes étapes              | type                        | Distance (km) | Vainqueur d'étape | Leader du classement général |
| --------- | ------- | -------------------------- | --------------------------- | ------------- | ----------------- | ---------------------------- |
| 1re étape | 16 juin | Olten – Olten              | contre-la-montre individuel | 3,8           | Fabian Cancellara | Fabian Cancellara            |
| 2e étape  | 17 juin | Olten – Lucerne            | étape de plaine             | 158,6         | Erik Zabel        | Fabian Cancellara            |
| 3e étape  | 18 juin | Brunnen – Nauders          | étape de moyenne montagne   | 228,7         | Alessandro Proni  | Fabian Cancellara            |
| 4e étape  | 19 juin | Nauders – Malbun           | étape de montagne           | 167,2         | Fränk Schleck     | Fränk Schleck                |
| 5e étape  | 20 juin | Vaduz – Giubiasco          | étape de moyenne montagne   | 194,1         | Robbie McEwen     | Fränk Schleck                |
| 6e étape  | 21 juin | Giubiasco – Crans-Montana  | étape de montagne           | 190,5         | Thomas Dekker     | Vladimir Efimkin             |
| 7e étape  | 22 juin | Ulrichen – col du Grimsel  | étape de montagne           | 125,7         | Vladimir Gusev    | Vladimir Efimkin             |
| 8e étape  | 23 juin | Innertkirchen – Schwarzsee | étape de moyenne montagne   | 152,5         | Rigoberto Urán    | Vladimir Efimkin             |
| 9e étape  | 24 juin | Berne – Berne              | contre-la-montre individuel | 34,2          | Fabian Cancellara | Vladimir Karpets             |

## Résultats des étapes

### Prologue
La première étape s'est déroulée le 16 juin à Olten, sur une distance de 3,8 kilomètres. La victoire lors de ce prologue revient au champion du monde de la spécialité Fabian Cancellara.
| \| Classement de l'étape \| Classement de l'étape \| Classement de l'étape \| Classement de l'étape \| Classement de l'étape \| \| Coureur \| Coureur \| Pays \| Équipe \| Temps \| \| --------------------- \| --------------------- \| --------------------- \| --------------------- \| --------------------- \| \| 1er \| Fabian Cancellara \| Suisse \| CSC \| 4 min 20 s \| \| 2e \| Daniele Bennati \| Italie \| Lampre-Fondital \| + 8 s \| \| 3e \| José Iván Gutiérrez \| Espagne \| Caisse d'Épargne \| + 9 s \| \| 4e \| William Bonnet \| France \| Crédit Agricole \| + 10 s \| \| 5e \| Stuart O'Grady \| Australie \| CSC \| + 10 s \| \| 6e \| Vladimir Gusev \| Russie \| Discovery Channel \| + 10 s \| \| 7e \| Martin Elmiger \| Suisse \| AG2R Prévoyance \| + 11 s \| \| 8e \| Benoît Vaugrenard \| France \| La Française des jeux \| + 12 s \| \| 9e \| Stefan Schumacher \| Allemagne \| Gerolsteiner \| + 12 s \| \| 10e \| Leif Hoste \| Belgique \| Predictor-Lotto \| + 12 s \| |                     |           |                       |            |
| |                     |           |                       |            |
| |                     |           |                       |            |
| Classement de l'étape |                     |           |                       |            |
| Coureur | Coureur             | Pays      | Équipe                | Temps      |
| 1er | Fabian Cancellara   | Suisse    | CSC                   | 4 min 20 s |
| 2e | Daniele Bennati     | Italie    | Lampre-Fondital       | + 8 s      |
| 3e | José Iván Gutiérrez | Espagne   | Caisse d'Épargne      | + 9 s      |
| 4e | William Bonnet      | France    | Crédit Agricole       | + 10 s     |
| 5e | Stuart O'Grady      | Australie | CSC                   | + 10 s     |
| 6e | Vladimir Gusev      | Russie    | Discovery Channel     | + 10 s     |
| 7e | Martin Elmiger      | Suisse    | AG2R Prévoyance       | + 11 s     |
| 8e | Benoît Vaugrenard   | France    | La Française des jeux | + 12 s     |
| 9e | Stefan Schumacher   | Allemagne | Gerolsteiner          | + 12 s     |
| 10e | Leif Hoste          | Belgique  | Predictor-Lotto       | + 12 s     |

| \| Classement général \| Classement général \| Classement général \| Classement général \| Classement général \| \| Coureur \| Coureur \| Pays \| Équipe \| Temps \| \| ------------------ \| ------------------- \| ------------------ \| --------------------- \| ------------------ \| \| 1er \| Fabian Cancellara \| Suisse \| CSC \| 4 min 20 s \| \| 2e \| Daniele Bennati \| Italie \| Lampre-Fondital \| + 8 s \| \| 3e \| José Iván Gutiérrez \| Espagne \| Caisse d'Épargne \| + 9 s \| \| 4e \| William Bonnet \| France \| Crédit Agricole \| + 10 s \| \| 5e \| Stuart O'Grady \| Australie \| CSC \| + 10 s \| \| 6e \| Vladimir Gusev \| Russie \| Discovery Channel \| + 10 s \| \| 7e \| Martin Elmiger \| Suisse \| AG2R Prévoyance \| + 11 s \| \| 8e \| Benoît Vaugrenard \| France \| La Française des jeux \| + 12 s \| \| 9e \| Stefan Schumacher \| Allemagne \| Gerolsteiner \| + 12 s \| \| 10e \| Leif Hoste \| Belgique \| Predictor-Lotto \| + 12 s \| |                     |           |                       |            |
| |                     |           |                       |            |
| |                     |           |                       |            |
| Classement général |                     |           |                       |            |
| Coureur | Coureur             | Pays      | Équipe                | Temps      |
| 1er | Fabian Cancellara   | Suisse    | CSC                   | 4 min 20 s |
| 2e | Daniele Bennati     | Italie    | Lampre-Fondital       | + 8 s      |
| 3e | José Iván Gutiérrez | Espagne   | Caisse d'Épargne      | + 9 s      |
| 4e | William Bonnet      | France    | Crédit Agricole       | + 10 s     |
| 5e | Stuart O'Grady      | Australie | CSC                   | + 10 s     |
| 6e | Vladimir Gusev      | Russie    | Discovery Channel     | + 10 s     |
| 7e | Martin Elmiger      | Suisse    | AG2R Prévoyance       | + 11 s     |
| 8e | Benoît Vaugrenard   | France    | La Française des jeux | + 12 s     |
| 9e | Stefan Schumacher   | Allemagne | Gerolsteiner          | + 12 s     |
| 10e | Leif Hoste          | Belgique  | Predictor-Lotto       | + 12 s     |

### 1reétape
La première étape s'est déroulée le 17 juin entre Olten et Lucerne.
| \| Classement de l'étape \| Classement de l'étape \| Classement de l'étape \| Classement de l'étape \| Classement de l'étape \| \| Coureur \| Coureur \| Pays \| Équipe \| Temps \| \| --------------------- \| --------------------- \| --------------------- \| --------------------- \| --------------------- \| \| 1er \| Erik Zabel \| Allemagne \| Team Milram \| 4 h 04 min 56 s \| \| 2e \| Daniele Bennati \| Italie \| Lampre-Fondital \| + 0 s \| \| 3e \| Fabian Cancellara \| Suisse \| CSC \| + 0 s \| \| 4e \| Stuart O'Grady \| Australie \| CSC \| + 0 s \| \| 5e \| Murilo Fischer \| Brésil \| Liquigas \| + 0 s \| \| 6e \| Robbie McEwen \| Australie \| Predictor-Lotto \| + 0 s \| \| 7e \| William Bonnet \| France \| Crédit Agricole \| + 0 s \| \| 8e \| Marcus Burghardt \| Allemagne \| T-Mobile \| + 0 s \| \| 9e \| Alberto Ongarato \| Italie \| Team Milram \| + 4 s \| \| 10e \| Patrick Calcagni \| Suisse \| Liquigas \| + 11 s \| |                   |           |                 |                 |
| |                   |           |                 |                 |
| |                   |           |                 |                 |
| Classement de l'étape |                   |           |                 |                 |
| Coureur | Coureur           | Pays      | Équipe          | Temps           |
| 1er | Erik Zabel        | Allemagne | Team Milram     | 4 h 04 min 56 s |
| 2e | Daniele Bennati   | Italie    | Lampre-Fondital | + 0 s           |
| 3e | Fabian Cancellara | Suisse    | CSC             | + 0 s           |
| 4e | Stuart O'Grady    | Australie | CSC             | + 0 s           |
| 5e | Murilo Fischer    | Brésil    | Liquigas        | + 0 s           |
| 6e | Robbie McEwen     | Australie | Predictor-Lotto | + 0 s           |
| 7e | William Bonnet    | France    | Crédit Agricole | + 0 s           |
| 8e | Marcus Burghardt  | Allemagne | T-Mobile        | + 0 s           |
| 9e | Alberto Ongarato  | Italie    | Team Milram     | + 4 s           |
| 10e | Patrick Calcagni  | Suisse    | Liquigas        | + 11 s          |

| \| Classement général \| Classement général \| Classement général \| Classement général \| Classement général \| \| Coureur \| Coureur \| Pays \| Équipe \| Temps \| \| ------------------ \| ------------------- \| ------------------ \| --------------------- \| ------------------ \| \| 1er \| Fabian Cancellara \| Suisse \| CSC \| 4 h 09 min 10 s \| \| 2e \| Daniele Bennati \| Italie \| Lampre-Fondital \| + 7 s \| \| 3e \| José Iván Gutiérrez \| Espagne \| Caisse d'Épargne \| + 15 s \| \| 4e \| William Bonnet \| France \| Crédit Agricole \| + 16 s \| \| 5e \| Stuart O'Grady \| Australie \| CSC \| + 16 s \| \| 6e \| Vladimir Gusev \| Russie \| Discovery Channel \| + 16 s \| \| 7e \| Martin Elmiger \| Suisse \| AG2R Prévoyance \| + 17 s \| \| 8e \| Benoît Vaugrenard \| France \| La Française des jeux \| + 18 s \| \| 9e \| Stefan Schumacher \| Allemagne \| Gerolsteiner \| + 18 s \| \| 10e \| Erik Zabel \| Allemagne \| Team Milram \| + 18 s \| |                     |           |                       |                 |
| |                     |           |                       |                 |
| |                     |           |                       |                 |
| Classement général |                     |           |                       |                 |
| Coureur | Coureur             | Pays      | Équipe                | Temps           |
| 1er | Fabian Cancellara   | Suisse    | CSC                   | 4 h 09 min 10 s |
| 2e | Daniele Bennati     | Italie    | Lampre-Fondital       | + 7 s           |
| 3e | José Iván Gutiérrez | Espagne   | Caisse d'Épargne      | + 15 s          |
| 4e | William Bonnet      | France    | Crédit Agricole       | + 16 s          |
| 5e | Stuart O'Grady      | Australie | CSC                   | + 16 s          |
| 6e | Vladimir Gusev      | Russie    | Discovery Channel     | + 16 s          |
| 7e | Martin Elmiger      | Suisse    | AG2R Prévoyance       | + 17 s          |
| 8e | Benoît Vaugrenard   | France    | La Française des jeux | + 18 s          |
| 9e | Stefan Schumacher   | Allemagne | Gerolsteiner          | + 18 s          |
| 10e | Erik Zabel          | Allemagne | Team Milram           | + 18 s          |

### 2eétape
La deuxième étape s'est déroulée le 18 juin entre Brunnen et Nauders (en Autriche).
| \| Classement de l'étape \| Classement de l'étape \| Classement de l'étape \| Classement de l'étape \| Classement de l'étape \| \| Coureur \| Coureur \| Pays \| Équipe \| Temps \| \| --------------------- \| --------------------- \| --------------------- \| ------------------------------- \| --------------------- \| \| 1er \| Alessandro Proni \| Italie \| Quick Step-Innergetic \| 6 h 02 min 17 s \| \| 2e \| Xavier Florencio \| Espagne \| Bouygues Telecom \| + 7 s \| \| 3e \| Kim Kirchen \| Luxembourg \| T-Mobile \| + 7 s \| \| 4e \| Cristian Moreni \| Italie \| Cofidis-Le Crédit par Téléphone \| + 7 s \| \| 5e \| Fränk Schleck \| Luxembourg \| CSC \| + 7 s \| \| 6e \| Matthias Kessler \| Allemagne \| Astana \| + 7 s \| \| 7e \| Matteo Carrara \| Italie \| Unibet.com \| + 7 s \| \| 8e \| Andreas Klöden \| Allemagne \| Astana \| + 7 s \| \| 9e \| Damiano Cunego \| Italie \| Lampre-Fondital \| + 7 s \| \| 10e \| Linus Gerdemann \| Allemagne \| T-Mobile \| + 7 s \| |                  |            |                                 |                 |
| |                  |            |                                 |                 |
| |                  |            |                                 |                 |
| Classement de l'étape |                  |            |                                 |                 |
| Coureur | Coureur          | Pays       | Équipe                          | Temps           |
| 1er | Alessandro Proni | Italie     | Quick Step-Innergetic           | 6 h 02 min 17 s |
| 2e | Xavier Florencio | Espagne    | Bouygues Telecom                | + 7 s           |
| 3e | Kim Kirchen      | Luxembourg | T-Mobile                        | + 7 s           |
| 4e | Cristian Moreni  | Italie     | Cofidis-Le Crédit par Téléphone | + 7 s           |
| 5e | Fränk Schleck    | Luxembourg | CSC                             | + 7 s           |
| 6e | Matthias Kessler | Allemagne  | Astana                          | + 7 s           |
| 7e | Matteo Carrara   | Italie     | Unibet.com                      | + 7 s           |
| 8e | Andreas Klöden   | Allemagne  | Astana                          | + 7 s           |
| 9e | Damiano Cunego   | Italie     | Lampre-Fondital                 | + 7 s           |
| 10e | Linus Gerdemann  | Allemagne  | T-Mobile                        | + 7 s           |

| \| Classement général \| Classement général \| Classement général \| Classement général \| Classement général \| \| Coureur \| Coureur \| Pays \| Équipe \| Temps \| \| ------------------ \| ------------------ \| ------------------ \| --------------------- \| ------------------ \| \| 1er \| Fabian Cancellara \| Suisse \| CSC \| 10 h 11 min 34 s \| \| 2e \| Alessandro Proni \| Italie \| Quick Step-Innergetic \| + 2 s \| \| 3e \| Kim Kirchen \| Luxembourg \| T-Mobile \| + 14 s \| \| 4e \| Xavier Florencio \| Espagne \| Bouygues Telecom \| + 15 s \| \| 5e \| Martin Elmiger \| Suisse \| AG2R Prévoyance \| + 17 s \| \| 6e \| Carlos Barredo \| Espagne \| Quick Step-Innergetic \| + 18 s \| \| 7e \| Gustav Larsson \| Suède \| Unibet.com \| + 19 s \| \| 8e \| Hubert Schwab \| Suisse \| Quick Step-Innergetic \| + 20 s \| \| 9e \| Vladimir Karpets \| Russie \| Caisse d'Épargne \| + 21 s \| \| 10e \| Thomas Lövkvist \| Suède \| La Française des jeux \| + 23 s \| |                   |            |                       |                  |
| |                   |            |                       |                  |
| |                   |            |                       |                  |
| Classement général |                   |            |                       |                  |
| Coureur | Coureur           | Pays       | Équipe                | Temps            |
| 1er | Fabian Cancellara | Suisse     | CSC                   | 10 h 11 min 34 s |
| 2e | Alessandro Proni  | Italie     | Quick Step-Innergetic | + 2 s            |
| 3e | Kim Kirchen       | Luxembourg | T-Mobile              | + 14 s           |
| 4e | Xavier Florencio  | Espagne    | Bouygues Telecom      | + 15 s           |
| 5e | Martin Elmiger    | Suisse     | AG2R Prévoyance       | + 17 s           |
| 6e | Carlos Barredo    | Espagne    | Quick Step-Innergetic | + 18 s           |
| 7e | Gustav Larsson    | Suède      | Unibet.com            | + 19 s           |
| 8e | Hubert Schwab     | Suisse     | Quick Step-Innergetic | + 20 s           |
| 9e | Vladimir Karpets  | Russie     | Caisse d'Épargne      | + 21 s           |
| 10e | Thomas Lövkvist   | Suède      | La Française des jeux | + 23 s           |

### 3eétape
La troisième étape s'est déroulée le 19 juin entre Nauders en Autriche et Vaduz (au Liechtenstein).
| \| Classement de l'étape \| Classement de l'étape \| Classement de l'étape \| Classement de l'étape \| Classement de l'étape \| \| Coureur \| Coureur \| Pays \| Équipe \| Temps \| \| --------------------- \| -------------------------- \| --------------------- \| --------------------- \| --------------------- \| \| 1er \| Fränk Schleck \| Luxembourg \| CSC \| 4 h 20 min 37 s \| \| 2e \| Vladimir Efimkin \| Russie \| Caisse d'Épargne \| + 32 s \| \| 3e \| José Ángel Gómez Marchante \| Espagne \| Saunier Duval-Prodir \| + 42 s \| \| 4e \| Matteo Carrara \| Italie \| Unibet.com \| + 48 s \| \| 5e \| Kim Kirchen \| Luxembourg \| T-Mobile \| + 48 s \| \| 6e \| Gilberto Simoni \| Italie \| Saunier Duval-Prodir \| + 1 min 05 s \| \| 7e \| Vladimir Karpets \| Russie \| Caisse d'Épargne \| + 1 min 11 s \| \| 8e \| Damiano Cunego \| Italie \| Lampre-Fondital \| + 1 min 25 s \| \| 9e \| Xavier Florencio \| Espagne \| Bouygues Telecom \| + 1 min 37 s \| \| 10e \| Stijn Devolder \| Belgique \| Discovery Channel \| + 1 min 40 s \| |                            |            |                      |                 |
| |                            |            |                      |                 |
| |                            |            |                      |                 |
| Classement de l'étape |                            |            |                      |                 |
| Coureur | Coureur                    | Pays       | Équipe               | Temps           |
| 1er | Fränk Schleck              | Luxembourg | CSC                  | 4 h 20 min 37 s |
| 2e | Vladimir Efimkin           | Russie     | Caisse d'Épargne     | + 32 s          |
| 3e | José Ángel Gómez Marchante | Espagne    | Saunier Duval-Prodir | + 42 s          |
| 4e | Matteo Carrara             | Italie     | Unibet.com           | + 48 s          |
| 5e | Kim Kirchen                | Luxembourg | T-Mobile             | + 48 s          |
| 6e | Gilberto Simoni            | Italie     | Saunier Duval-Prodir | + 1 min 05 s    |
| 7e | Vladimir Karpets           | Russie     | Caisse d'Épargne     | + 1 min 11 s    |
| 8e | Damiano Cunego             | Italie     | Lampre-Fondital      | + 1 min 25 s    |
| 9e | Xavier Florencio           | Espagne    | Bouygues Telecom     | + 1 min 37 s    |
| 10e | Stijn Devolder             | Belgique   | Discovery Channel    | + 1 min 40 s    |

| \| Classement général \| Classement général \| Classement général \| Classement général \| Classement général \| \| Coureur \| Coureur \| Pays \| Équipe \| Temps \| \| ------------------ \| -------------------------- \| ------------------ \| -------------------- \| ------------------ \| \| 1er \| Fränk Schleck \| Luxembourg \| CSC \| 14 h 32 min 24 s \| \| 2e \| Vladimir Efimkin \| Russie \| Caisse d'Épargne \| + 49 s \| \| 3e \| Kim Kirchen \| Luxembourg \| T-Mobile \| + 49 s \| \| 4e \| José Ángel Gómez Marchante \| Espagne \| Saunier Duval-Prodir \| + 58 s \| \| 5e \| Matteo Carrara \| Italie \| Unibet.com \| + 1 min 05 s \| \| 6e \| Vladimir Karpets \| Russie \| Caisse d'Épargne \| + 1 min 19 s \| \| 7e \| Xavier Florencio \| Espagne \| Bouygues Telecom \| + 1 min 39 s \| \| 8e \| Damiano Cunego \| Italie \| Lampre-Fondital \| + 1 min 46 s \| \| 9e \| Stijn Devolder \| Belgique \| Discovery Channel \| + 2 min 03 s \| \| 10e \| Gilberto Simoni \| Italie \| Saunier Duval-Prodir \| + 2 min 06 s \| |                            |            |                      |                  |
| |                            |            |                      |                  |
| |                            |            |                      |                  |
| Classement général |                            |            |                      |                  |
| Coureur | Coureur                    | Pays       | Équipe               | Temps            |
| 1er | Fränk Schleck              | Luxembourg | CSC                  | 14 h 32 min 24 s |
| 2e | Vladimir Efimkin           | Russie     | Caisse d'Épargne     | + 49 s           |
| 3e | Kim Kirchen                | Luxembourg | T-Mobile             | + 49 s           |
| 4e | José Ángel Gómez Marchante | Espagne    | Saunier Duval-Prodir | + 58 s           |
| 5e | Matteo Carrara             | Italie     | Unibet.com           | + 1 min 05 s     |
| 6e | Vladimir Karpets           | Russie     | Caisse d'Épargne     | + 1 min 19 s     |
| 7e | Xavier Florencio           | Espagne    | Bouygues Telecom     | + 1 min 39 s     |
| 8e | Damiano Cunego             | Italie     | Lampre-Fondital      | + 1 min 46 s     |
| 9e | Stijn Devolder             | Belgique   | Discovery Channel    | + 2 min 03 s     |
| 10e | Gilberto Simoni            | Italie     | Saunier Duval-Prodir | + 2 min 06 s     |

### 4eétape
La quatrième étape s'est déroulée le 20 juin entre Vaduz (au Liechtenstein) et Giubiasco.
| \| Classement de l'étape \| Classement de l'étape \| Classement de l'étape \| Classement de l'étape \| Classement de l'étape \| \| Coureur \| Coureur \| Pays \| Équipe \| Temps \| \| --------------------- \| --------------------- \| --------------------- \| ------------------------------- \| --------------------- \| \| 1er \| Robbie McEwen \| Australie \| Predictor-Lotto \| 4 h 55 min 40 s \| \| 2e \| Daniele Bennati \| Italie \| Lampre-Fondital \| + 0 s \| \| 3e \| Erik Zabel \| Allemagne \| Team Milram \| + 0 s \| \| 4e \| Murilo Fischer \| Brésil \| Liquigas \| + 0 s \| \| 5e \| Cristian Moreni \| Italie \| Cofidis-Le Crédit par Téléphone \| + 0 s \| \| 6e \| Grégory Rast \| Suisse \| Astana \| + 0 s \| \| 7e \| Marcus Burghardt \| Allemagne \| T-Mobile \| + 0 s \| \| 8e \| David Kopp \| Allemagne \| Gerolsteiner \| + 0 s \| \| 9e \| Martin Elmiger \| Suisse \| AG2R Prévoyance \| + 0 s \| \| 10e \| Sébastien Hinault \| France \| Crédit Agricole \| + 0 s \| |                   |           |                                 |                 |
| |                   |           |                                 |                 |
| |                   |           |                                 |                 |
| Classement de l'étape |                   |           |                                 |                 |
| Coureur | Coureur           | Pays      | Équipe                          | Temps           |
| 1er | Robbie McEwen     | Australie | Predictor-Lotto                 | 4 h 55 min 40 s |
| 2e | Daniele Bennati   | Italie    | Lampre-Fondital                 | + 0 s           |
| 3e | Erik Zabel        | Allemagne | Team Milram                     | + 0 s           |
| 4e | Murilo Fischer    | Brésil    | Liquigas                        | + 0 s           |
| 5e | Cristian Moreni   | Italie    | Cofidis-Le Crédit par Téléphone | + 0 s           |
| 6e | Grégory Rast      | Suisse    | Astana                          | + 0 s           |
| 7e | Marcus Burghardt  | Allemagne | T-Mobile                        | + 0 s           |
| 8e | David Kopp        | Allemagne | Gerolsteiner                    | + 0 s           |
| 9e | Martin Elmiger    | Suisse    | AG2R Prévoyance                 | + 0 s           |
| 10e | Sébastien Hinault | France    | Crédit Agricole                 | + 0 s           |

| \| Classement général \| Classement général \| Classement général \| Classement général \| Classement général \| \| Coureur \| Coureur \| Pays \| Équipe \| Temps \| \| ------------------ \| -------------------------- \| ------------------ \| -------------------- \| ------------------ \| \| 1er \| Fränk Schleck \| Luxembourg \| CSC \| 19 h 28 min 03 s \| \| 2e \| Vladimir Efimkin \| Russie \| Caisse d'Épargne \| + 49 s \| \| 3e \| Kim Kirchen \| Luxembourg \| T-Mobile \| + 49 s \| \| 4e \| José Ángel Gómez Marchante \| Espagne \| Saunier Duval-Prodir \| + 58 s \| \| 5e \| Matteo Carrara \| Italie \| Unibet.com \| + 1 min 05 s \| \| 6e \| Vladimir Karpets \| Russie \| Caisse d'Épargne \| + 1 min 19 s \| \| 7e \| Xavier Florencio \| Espagne \| Bouygues Telecom \| + 1 min 39 s \| \| 8e \| Damiano Cunego \| Italie \| Lampre-Fondital \| + 1 min 46 s \| \| 9e \| Stijn Devolder \| Belgique \| Discovery Channel \| + 2 min 03 s \| \| 10e \| Gilberto Simoni \| Italie \| Saunier Duval-Prodir \| + 2 min 06 s \| |                            |            |                      |                  |
| |                            |            |                      |                  |
| |                            |            |                      |                  |
| Classement général |                            |            |                      |                  |
| Coureur | Coureur                    | Pays       | Équipe               | Temps            |
| 1er | Fränk Schleck              | Luxembourg | CSC                  | 19 h 28 min 03 s |
| 2e | Vladimir Efimkin           | Russie     | Caisse d'Épargne     | + 49 s           |
| 3e | Kim Kirchen                | Luxembourg | T-Mobile             | + 49 s           |
| 4e | José Ángel Gómez Marchante | Espagne    | Saunier Duval-Prodir | + 58 s           |
| 5e | Matteo Carrara             | Italie     | Unibet.com           | + 1 min 05 s     |
| 6e | Vladimir Karpets           | Russie     | Caisse d'Épargne     | + 1 min 19 s     |
| 7e | Xavier Florencio           | Espagne    | Bouygues Telecom     | + 1 min 39 s     |
| 8e | Damiano Cunego             | Italie     | Lampre-Fondital      | + 1 min 46 s     |
| 9e | Stijn Devolder             | Belgique   | Discovery Channel    | + 2 min 03 s     |
| 10e | Gilberto Simoni            | Italie     | Saunier Duval-Prodir | + 2 min 06 s     |

### 5eétape
La cinquième étape s'est déroulée le 21 juin entre Giubiasco et Crans-Montana.
Après 5 kilomètres de course un violent orage de gros grêlons, de la taille d'une balle de golf, s'est abattu sur le peloton. Les coureurs de ce dernier se sont abrités dans des bâtiments couverts qu'ils ont pu trouver. La course a été suspendue et les coureurs ont été transférés à Ulrichen où un nouveau départ a eu lieu à 15 h 35 pour les 95 kilomètres restants jusqu'à Crans-Montana.
| \| Classement de l'étape \| Classement de l'étape \| Classement de l'étape \| Classement de l'étape \| Classement de l'étape \| \| Coureur \| Coureur \| Pays \| Équipe \| Temps \| \| --------------------- \| -------------------------- \| --------------------- \| --------------------- \| --------------------- \| \| 1er \| Thomas Dekker \| Pays-Bas \| Rabobank \| 2 h 28 min 00 s \| \| 2e \| Gerrit Glomser \| Autriche \| Team Volksbank \| + 8 s \| \| 3e \| Gilberto Simoni \| Italie \| Saunier Duval-Prodir \| + 11 s \| \| 4e \| Vladimir Karpets \| Russie \| Caisse d'Épargne \| + 11 s \| \| 5e \| Damiano Cunego \| Italie \| Lampre-Fondital \| + 11 s \| \| 6e \| José Ángel Gómez Marchante \| Espagne \| Saunier Duval-Prodir \| + 11 s \| \| 7e \| Vladimir Efimkin \| Russie \| Caisse d'Épargne \| + 11 s \| \| 8e \| Matteo Carrara \| Italie \| Unibet.com \| + 21 s \| \| 9e \| Andreas Klöden \| Allemagne \| Astana \| + 31 s \| \| 10e \| Rigoberto Urán \| Colombie \| Unibet.com \| + 31 s \| |                            |           |                      |                 |
| |                            |           |                      |                 |
| |                            |           |                      |                 |
| Classement de l'étape |                            |           |                      |                 |
| Coureur | Coureur                    | Pays      | Équipe               | Temps           |
| 1er | Thomas Dekker              | Pays-Bas  | Rabobank             | 2 h 28 min 00 s |
| 2e | Gerrit Glomser             | Autriche  | Team Volksbank       | + 8 s           |
| 3e | Gilberto Simoni            | Italie    | Saunier Duval-Prodir | + 11 s          |
| 4e | Vladimir Karpets           | Russie    | Caisse d'Épargne     | + 11 s          |
| 5e | Damiano Cunego             | Italie    | Lampre-Fondital      | + 11 s          |
| 6e | José Ángel Gómez Marchante | Espagne   | Saunier Duval-Prodir | + 11 s          |
| 7e | Vladimir Efimkin           | Russie    | Caisse d'Épargne     | + 11 s          |
| 8e | Matteo Carrara             | Italie    | Unibet.com           | + 21 s          |
| 9e | Andreas Klöden             | Allemagne | Astana               | + 31 s          |
| 10e | Rigoberto Urán             | Colombie  | Unibet.com           | + 31 s          |

| \| Classement général \| Classement général \| Classement général \| Classement général \| Classement général \| \| Coureur \| Coureur \| Pays \| Équipe \| Temps \| \| ------------------ \| -------------------------- \| ------------------ \| -------------------- \| ------------------ \| \| 1er \| Vladimir Efimkin \| Russie \| Caisse d'Épargne \| 21 h 57 min 03 s \| \| 2e \| José Ángel Gómez Marchante \| Espagne \| Saunier Duval-Prodir \| + 9 s \| \| 3e \| Fränk Schleck \| Luxembourg \| CSC \| + 21 s \| \| 4e \| Matteo Carrara \| Italie \| Unibet.com \| + 26 s \| \| 5e \| Vladimir Karpets \| Russie \| Caisse d'Épargne \| + 30 s \| \| 6e \| Kim Kirchen \| Luxembourg \| T-Mobile \| + 30 s \| \| 7e \| Damiano Cunego \| Italie \| Lampre-Fondital \| + 57 s \| \| 8e \| Xavier Florencio \| Espagne \| Bouygues Telecom \| + 1 min 10 s \| \| 9e \| Gilberto Simoni \| Italie \| Saunier Duval-Prodir \| + 1 min 13 s \| \| 10e \| Stijn Devolder \| Belgique \| Discovery Channel \| + 1 min 50 s \| |                            |            |                      |                  |
| |                            |            |                      |                  |
| |                            |            |                      |                  |
| Classement général |                            |            |                      |                  |
| Coureur | Coureur                    | Pays       | Équipe               | Temps            |
| 1er | Vladimir Efimkin           | Russie     | Caisse d'Épargne     | 21 h 57 min 03 s |
| 2e | José Ángel Gómez Marchante | Espagne    | Saunier Duval-Prodir | + 9 s            |
| 3e | Fränk Schleck              | Luxembourg | CSC                  | + 21 s           |
| 4e | Matteo Carrara             | Italie     | Unibet.com           | + 26 s           |
| 5e | Vladimir Karpets           | Russie     | Caisse d'Épargne     | + 30 s           |
| 6e | Kim Kirchen                | Luxembourg | T-Mobile             | + 30 s           |
| 7e | Damiano Cunego             | Italie     | Lampre-Fondital      | + 57 s           |
| 8e | Xavier Florencio           | Espagne    | Bouygues Telecom     | + 1 min 10 s     |
| 9e | Gilberto Simoni            | Italie     | Saunier Duval-Prodir | + 1 min 13 s     |
| 10e | Stijn Devolder             | Belgique   | Discovery Channel    | + 1 min 50 s     |

### 6eétape
La sixième étape s'est déroulée le 22 juin entre Ulrichen et Grimselpass.
| \| Classement de l'étape \| Classement de l'étape \| Classement de l'étape \| Classement de l'étape \| Classement de l'étape \| \| Coureur \| Coureur \| Pays \| Équipe \| Temps \| \| --------------------- \| --------------------- \| --------------------- \| --------------------- \| --------------------- \| \| 1er \| Vladimir Gusev \| Russie \| Discovery Channel \| 3 h 53 min 50 s \| \| 2e \| Christopher Horner \| États-Unis \| Predictor-Lotto \| + 2 min 02 s \| \| 3e \| Andreas Klöden \| Allemagne \| Astana \| + 2 min 37 s \| \| 4e \| Marzio Bruseghin \| Italie \| Lampre-Fondital \| + 2 min 37 s \| \| 5e \| Beat Zberg \| Suisse \| Gerolsteiner \| + 3 min 00 s \| \| 6e \| Kim Kirchen \| Luxembourg \| T-Mobile \| + 4 min 09 s \| \| 7e \| Vladimir Karpets \| Russie \| Caisse d'Épargne \| + 4 min 15 s \| \| 8e \| Damiano Cunego \| Italie \| Lampre-Fondital \| + 4 min 15 s \| \| 9e \| Vladimir Efimkin \| Russie \| Caisse d'Épargne \| + 4 min 15 s \| \| 10e \| Matteo Carrara \| Italie \| Unibet.com \| + 4 min 20 s \| |                    |            |                   |                 |
| |                    |            |                   |                 |
| |                    |            |                   |                 |
| Classement de l'étape |                    |            |                   |                 |
| Coureur | Coureur            | Pays       | Équipe            | Temps           |
| 1er | Vladimir Gusev     | Russie     | Discovery Channel | 3 h 53 min 50 s |
| 2e | Christopher Horner | États-Unis | Predictor-Lotto   | + 2 min 02 s    |
| 3e | Andreas Klöden     | Allemagne  | Astana            | + 2 min 37 s    |
| 4e | Marzio Bruseghin   | Italie     | Lampre-Fondital   | + 2 min 37 s    |
| 5e | Beat Zberg         | Suisse     | Gerolsteiner      | + 3 min 00 s    |
| 6e | Kim Kirchen        | Luxembourg | T-Mobile          | + 4 min 09 s    |
| 7e | Vladimir Karpets   | Russie     | Caisse d'Épargne  | + 4 min 15 s    |
| 8e | Damiano Cunego     | Italie     | Lampre-Fondital   | + 4 min 15 s    |
| 9e | Vladimir Efimkin   | Russie     | Caisse d'Épargne  | + 4 min 15 s    |
| 10e | Matteo Carrara     | Italie     | Unibet.com        | + 4 min 20 s    |

| \| Classement général \| Classement général \| Classement général \| Classement général \| Classement général \| \| Coureur \| Coureur \| Pays \| Équipe \| Temps \| \| ------------------ \| -------------------------- \| ------------------ \| -------------------- \| ------------------ \| \| 1er \| Vladimir Efimkin \| Russie \| Caisse d'Épargne \| 25 h 55 min 06 s \| \| 2e \| Kim Kirchen \| Luxembourg \| T-Mobile \| + 24 s \| \| 3e \| Vladimir Karpets \| Russie \| Caisse d'Épargne \| + 30 s \| \| 4e \| Matteo Carrara \| Italie \| Unibet.com \| + 31 s \| \| 5e \| Fränk Schleck \| Luxembourg \| CSC \| + 33 s \| \| 6e \| Damiano Cunego \| Italie \| Lampre-Fondital \| + 57 s \| \| 7e \| Stijn Devolder \| Belgique \| Discovery Channel \| + 2 min 02 s \| \| 8e \| Gilberto Simoni \| Italie \| Saunier Duval-Prodir \| + 2 min 03 s \| \| 9e \| Gerrit Glomser \| Autriche \| Team Volksbank \| + 2 min 04 s \| \| 10e \| José Ángel Gómez Marchante \| Espagne \| Saunier Duval-Prodir \| + 2 min 06 s \| |                            |            |                      |                  |
| |                            |            |                      |                  |
| |                            |            |                      |                  |
| Classement général |                            |            |                      |                  |
| Coureur | Coureur                    | Pays       | Équipe               | Temps            |
| 1er | Vladimir Efimkin           | Russie     | Caisse d'Épargne     | 25 h 55 min 06 s |
| 2e | Kim Kirchen                | Luxembourg | T-Mobile             | + 24 s           |
| 3e | Vladimir Karpets           | Russie     | Caisse d'Épargne     | + 30 s           |
| 4e | Matteo Carrara             | Italie     | Unibet.com           | + 31 s           |
| 5e | Fränk Schleck              | Luxembourg | CSC                  | + 33 s           |
| 6e | Damiano Cunego             | Italie     | Lampre-Fondital      | + 57 s           |
| 7e | Stijn Devolder             | Belgique   | Discovery Channel    | + 2 min 02 s     |
| 8e | Gilberto Simoni            | Italie     | Saunier Duval-Prodir | + 2 min 03 s     |
| 9e | Gerrit Glomser             | Autriche   | Team Volksbank       | + 2 min 04 s     |
| 10e | José Ángel Gómez Marchante | Espagne    | Saunier Duval-Prodir | + 2 min 06 s     |

### 7eétape
La septième étape s'est déroulée le 23 juin entre Innertkirchen et Schwarzsee (de).
| \| Classement de l'étape \| Classement de l'étape \| Classement de l'étape \| Classement de l'étape \| Classement de l'étape \| \| Coureur \| Coureur \| Pays \| Équipe \| Temps \| \| --------------------- \| --------------------- \| --------------------- \| ------------------------------- \| --------------------- \| \| 1er \| Rigoberto Urán \| Colombie \| Unibet.com \| 3 h 28 min 51 s \| \| 2e \| Cristian Moreni \| Italie \| Cofidis-Le Crédit par Téléphone \| + 2 s \| \| 3e \| Andreas Klöden \| Allemagne \| Astana \| + 2 s \| \| 4e \| Stefan Schumacher \| Allemagne \| Gerolsteiner \| + 2 s \| \| 5e \| Gerrit Glomser \| Autriche \| Team Volksbank \| + 2 s \| \| 6e \| Vladimir Karpets \| Russie \| Caisse d'Épargne \| + 2 s \| \| 7e \| Damiano Cunego \| Italie \| Lampre-Fondital \| + 2 s \| \| 8e \| Xavier Florencio \| Espagne \| Bouygues Telecom \| + 2 s \| \| 9e \| Vladimir Efimkin \| Russie \| Caisse d'Épargne \| + 2 s \| \| 10e \| Thomas Lövkvist \| Suède \| La Française des jeux \| + 2 s \| |                   |           |                                 |                 |
| |                   |           |                                 |                 |
| |                   |           |                                 |                 |
| Classement de l'étape |                   |           |                                 |                 |
| Coureur | Coureur           | Pays      | Équipe                          | Temps           |
| 1er | Rigoberto Urán    | Colombie  | Unibet.com                      | 3 h 28 min 51 s |
| 2e | Cristian Moreni   | Italie    | Cofidis-Le Crédit par Téléphone | + 2 s           |
| 3e | Andreas Klöden    | Allemagne | Astana                          | + 2 s           |
| 4e | Stefan Schumacher | Allemagne | Gerolsteiner                    | + 2 s           |
| 5e | Gerrit Glomser    | Autriche  | Team Volksbank                  | + 2 s           |
| 6e | Vladimir Karpets  | Russie    | Caisse d'Épargne                | + 2 s           |
| 7e | Damiano Cunego    | Italie    | Lampre-Fondital                 | + 2 s           |
| 8e | Xavier Florencio  | Espagne   | Bouygues Telecom                | + 2 s           |
| 9e | Vladimir Efimkin  | Russie    | Caisse d'Épargne                | + 2 s           |
| 10e | Thomas Lövkvist   | Suède     | La Française des jeux           | + 2 s           |

| \| Classement général \| Classement général \| Classement général \| Classement général \| Classement général \| \| Coureur \| Coureur \| Pays \| Équipe \| Temps \| \| ------------------ \| -------------------------- \| ------------------ \| -------------------- \| ------------------ \| \| 1er \| Vladimir Efimkin \| Russie \| Caisse d'Épargne \| 29 h 24 min 01 s \| \| 2e \| Kim Kirchen \| Luxembourg \| T-Mobile \| + 24 s \| \| 3e \| Vladimir Karpets \| Russie \| Caisse d'Épargne \| + 30 s \| \| 4e \| Matteo Carrara \| Italie \| Unibet.com \| + 31 s \| \| 5e \| Fränk Schleck \| Luxembourg \| CSC \| + 33 s \| \| 6e \| Damiano Cunego \| Italie \| Lampre-Fondital \| + 57 s \| \| 7e \| Stijn Devolder \| Belgique \| Discovery Channel \| + 2 min 02 s \| \| 8e \| Gilberto Simoni \| Italie \| Saunier Duval-Prodir \| + 2 min 03 s \| \| 9e \| Gerrit Glomser \| Autriche \| Team Volksbank \| + 2 min 04 s \| \| 10e \| José Ángel Gómez Marchante \| Espagne \| Saunier Duval-Prodir \| + 2 min 06 s \| |                            |            |                      |                  |
| |                            |            |                      |                  |
| |                            |            |                      |                  |
| Classement général |                            |            |                      |                  |
| Coureur | Coureur                    | Pays       | Équipe               | Temps            |
| 1er | Vladimir Efimkin           | Russie     | Caisse d'Épargne     | 29 h 24 min 01 s |
| 2e | Kim Kirchen                | Luxembourg | T-Mobile             | + 24 s           |
| 3e | Vladimir Karpets           | Russie     | Caisse d'Épargne     | + 30 s           |
| 4e | Matteo Carrara             | Italie     | Unibet.com           | + 31 s           |
| 5e | Fränk Schleck              | Luxembourg | CSC                  | + 33 s           |
| 6e | Damiano Cunego             | Italie     | Lampre-Fondital      | + 57 s           |
| 7e | Stijn Devolder             | Belgique   | Discovery Channel    | + 2 min 02 s     |
| 8e | Gilberto Simoni            | Italie     | Saunier Duval-Prodir | + 2 min 03 s     |
| 9e | Gerrit Glomser             | Autriche   | Team Volksbank       | + 2 min 04 s     |
| 10e | José Ángel Gómez Marchante | Espagne    | Saunier Duval-Prodir | + 2 min 06 s     |

### 8eétape
La huitième et dernière étape s'est déroulée le 23 juin autour de Berne. Il s'agit d'un contre-la-montre de 33,7 kilomètres.
| \| Classement de l'étape \| Classement de l'étape \| Classement de l'étape \| Classement de l'étape \| Classement de l'étape \| \| Coureur \| Coureur \| Pays \| Équipe \| Temps \| \| --------------------- \| --------------------- \| --------------------- \| ------------------------------- \| --------------------- \| \| 1er \| Fabian Cancellara \| Suisse \| CSC \| 41 min 46 s \| \| 2e \| Andreas Klöden \| Allemagne \| Astana \| + 20 s \| \| 3e \| Stefan Schumacher \| Allemagne \| Gerolsteiner \| + 33 s \| \| 4e \| Stijn Devolder \| Belgique \| Discovery Channel \| + 1 min 04 s \| \| 5e \| Vladimir Gusev \| Russie \| Discovery Channel \| + 1 min 05 s \| \| 6e \| Vladimir Karpets \| Russie \| Caisse d'Épargne \| + 1 min 06 s \| \| 7e \| Andrey Mizourov \| Kazakhstan \| Astana \| + 1 min 26 s \| \| 8e \| Gustav Larsson \| Suède \| Unibet.com \| + 1 min 31 s \| \| 9e \| Thomas Dekker \| Pays-Bas \| Rabobank \| + 1 min 36 s \| \| 10e \| Kevin De Weert \| Belgique \| Cofidis-Le Crédit par Téléphone \| + 1 min 57 s \| |                   |            |                                 |              |
| |                   |            |                                 |              |
| |                   |            |                                 |              |
| Classement de l'étape |                   |            |                                 |              |
| Coureur | Coureur           | Pays       | Équipe                          | Temps        |
| 1er | Fabian Cancellara | Suisse     | CSC                             | 41 min 46 s  |
| 2e | Andreas Klöden    | Allemagne  | Astana                          | + 20 s       |
| 3e | Stefan Schumacher | Allemagne  | Gerolsteiner                    | + 33 s       |
| 4e | Stijn Devolder    | Belgique   | Discovery Channel               | + 1 min 04 s |
| 5e | Vladimir Gusev    | Russie     | Discovery Channel               | + 1 min 05 s |
| 6e | Vladimir Karpets  | Russie     | Caisse d'Épargne                | + 1 min 06 s |
| 7e | Andrey Mizourov   | Kazakhstan | Astana                          | + 1 min 26 s |
| 8e | Gustav Larsson    | Suède      | Unibet.com                      | + 1 min 31 s |
| 9e | Thomas Dekker     | Pays-Bas   | Rabobank                        | + 1 min 36 s |
| 10e | Kevin De Weert    | Belgique   | Cofidis-Le Crédit par Téléphone | + 1 min 57 s |

## Classements finals

### Classement général
| \| Classement général \| Classement général \| Classement général \| Classement général \| Classement général \| \| Coureur \| Coureur \| Pays \| Équipe \| Temps \| \| ------------------ \| ------------------ \| ------------------ \| ------------------ \| ------------------ \| \| 1er \| Vladimir Karpets \| Russie \| Caisse d'Épargne \| 30 h 07 min 23 s \| \| 2e \| Kim Kirchen \| Luxembourg \| T-Mobile \| + 1 min 04 s \| \| 3e \| Stijn Devolder \| Belgique \| Discovery Channel \| + 1 min 30 s \| \| 4e \| Matteo Carrara \| Italie \| Unibet.com \| + 1 min 30 s \| \| 5e \| Damiano Cunego \| Italie \| Lampre-Fondital \| + 1 min 41 s \| \| 6e \| Vladimir Efimkin \| Russie \| Caisse d'Épargne \| + 1 min 46 s \| \| 7e \| Fränk Schleck \| Luxembourg \| CSC \| + 1 min 47 s \| \| 8e \| Gerrit Glomser \| Autriche \| Team Volksbank \| + 1 min 50 s \| \| 9e \| Rigoberto Urán \| Colombie \| Unibet.com \| + 3 min 16 s \| \| 10e \| Andreas Klöden \| Allemagne \| Astana \| + 3 min 19 s \| |                  |            |                   |                  |
| |                  |            |                   |                  |
| |                  |            |                   |                  |
| Classement général |                  |            |                   |                  |
| Coureur | Coureur          | Pays       | Équipe            | Temps            |
| 1er | Vladimir Karpets | Russie     | Caisse d'Épargne  | 30 h 07 min 23 s |
| 2e | Kim Kirchen      | Luxembourg | T-Mobile          | + 1 min 04 s     |
| 3e | Stijn Devolder   | Belgique   | Discovery Channel | + 1 min 30 s     |
| 4e | Matteo Carrara   | Italie     | Unibet.com        | + 1 min 30 s     |
| 5e | Damiano Cunego   | Italie     | Lampre-Fondital   | + 1 min 41 s     |
| 6e | Vladimir Efimkin | Russie     | Caisse d'Épargne  | + 1 min 46 s     |
| 7e | Fränk Schleck    | Luxembourg | CSC               | + 1 min 47 s     |
| 8e | Gerrit Glomser   | Autriche   | Team Volksbank    | + 1 min 50 s     |
| 9e | Rigoberto Urán   | Colombie   | Unibet.com        | + 3 min 16 s     |
| 10e | Andreas Klöden   | Allemagne  | Astana            | + 3 min 19 s     |

| Classement par points | Classement par points | Classement par points | Classement par points           | Classement par points |
| Coureur               | Coureur               | Pays                  | Équipe                          | Points                |
| --------------------- | --------------------- | --------------------- | ------------------------------- | --------------------- |
| 1er                   | Daniele Bennati       | Italie                | Lampre-Fondital                 | 60 pts                |
| 2e                    | Fabian Cancellara     | Suisse                | CSC                             | 57 pts                |
| 3e                    | Andreas Klöden        | Allemagne             | Astana                          | 50 pts                |
| 4e                    | Erik Zabel            | Allemagne             | Team Milram                     | 41 pts                |
| 5e                    | Cristian Moreni       | Italie                | Cofidis-Le Crédit par Téléphone | 40 pts                |
| 6e                    | Vladimir Karpets      | Russie                | Caisse d'Épargne                | 38 pts                |
| 7e                    | Stefan Schumacher     | Allemagne             | Gerolsteiner                    | 35 pts                |
| 8e                    | Vladimir Gusev        | Russie                | Discovery Channel               | 33 pts                |
| 9e                    | Kim Kirchen           | Luxembourg            | T-Mobile                        | 33 pts                |
| 10e                   | Damiano Cunego        | Italie                | Lampre-Fondital                 | 31 pts                |

| Classement par points | Classement par points | Classement par points | Classement par points           | Classement par points |
| Coureur               | Coureur               | Pays                  | Équipe                          | Points                |
| --------------------- | --------------------- | --------------------- | ------------------------------- | --------------------- |
| 1er                   | Daniele Bennati       | Italie                | Lampre-Fondital                 | 60 pts                |
| 2e                    | Fabian Cancellara     | Suisse                | CSC                             | 57 pts                |
| 3e                    | Andreas Klöden        | Allemagne             | Astana                          | 50 pts                |
| 4e                    | Erik Zabel            | Allemagne             | Team Milram                     | 41 pts                |
| 5e                    | Cristian Moreni       | Italie                | Cofidis-Le Crédit par Téléphone | 40 pts                |
| 6e                    | Vladimir Karpets      | Russie                | Caisse d'Épargne                | 38 pts                |
| 7e                    | Stefan Schumacher     | Allemagne             | Gerolsteiner                    | 35 pts                |
| 8e                    | Vladimir Gusev        | Russie                | Discovery Channel               | 33 pts                |
| 9e                    | Kim Kirchen           | Luxembourg            | T-Mobile                        | 33 pts                |
| 10e                   | Damiano Cunego        | Italie                | Lampre-Fondital                 | 31 pts                |

| Classement de la montagne | Classement de la montagne | Classement de la montagne | Classement de la montagne | Classement de la montagne |
| Coureur                   | Coureur                   | Pays                      | Équipe                    | Points                    |
| ------------------------- | ------------------------- | ------------------------- | ------------------------- | ------------------------- |
| 1er                       | Vladimir Gusev            | Russie                    | Discovery Channel         | 45 pts                    |
| 2e                        | Daniel Navarro            | Espagne                   | Astana                    | 36 pts                    |
| 3e                        | Marzio Bruseghin          | Italie                    | Lampre-Fondital           | 34 pts                    |
| 4e                        | Matteo Carrara            | Italie                    | Unibet.com                | 25 pts                    |
| 5e                        | Laurens ten Dam           | Pays-Bas                  | Unibet.com                | 24 pts                    |
| 6e                        | Christopher Horner        | États-Unis                | Predictor-Lotto           | 18 pts                    |
| 7e                        | Luis Pasamontes           | Espagne                   | Unibet.com                | 15 pts                    |
| 8e                        | Rubens Bertogliati        | Suisse                    | Saunier Duval-Prodir      | 13 pts                    |
| 9e                        | Andreas Klöden            | Allemagne                 | Astana                    | 10 pts                    |
| 10e                       | Fränk Schleck             | Luxembourg                | CSC                       | 9 pts                     |

| Classement de la montagne | Classement de la montagne | Classement de la montagne | Classement de la montagne | Classement de la montagne |
| Coureur                   | Coureur                   | Pays                      | Équipe                    | Points                    |
| ------------------------- | ------------------------- | ------------------------- | ------------------------- | ------------------------- |
| 1er                       | Vladimir Gusev            | Russie                    | Discovery Channel         | 45 pts                    |
| 2e                        | Daniel Navarro            | Espagne                   | Astana                    | 36 pts                    |
| 3e                        | Marzio Bruseghin          | Italie                    | Lampre-Fondital           | 34 pts                    |
| 4e                        | Matteo Carrara            | Italie                    | Unibet.com                | 25 pts                    |
| 5e                        | Laurens ten Dam           | Pays-Bas                  | Unibet.com                | 24 pts                    |
| 6e                        | Christopher Horner        | États-Unis                | Predictor-Lotto           | 18 pts                    |
| 7e                        | Luis Pasamontes           | Espagne                   | Unibet.com                | 15 pts                    |
| 8e                        | Rubens Bertogliati        | Suisse                    | Saunier Duval-Prodir      | 13 pts                    |
| 9e                        | Andreas Klöden            | Allemagne                 | Astana                    | 10 pts                    |
| 10e                       | Fränk Schleck             | Luxembourg                | CSC                       | 9 pts                     |

| Classement des sprints | Classement des sprints | Classement des sprints | Classement des sprints          | Classement des sprints |
| Coureur                | Coureur                | Pays                   | Équipe                          | Points                 |
| ---------------------- | ---------------------- | ---------------------- | ------------------------------- | ---------------------- |
| 1er                    | Florian Stalder        | Suisse                 | Team Volksbank                  | 29 pts                 |
| 2e                     | Luis Pasamontes        | Espagne                | Unibet.com                      | 14 pts                 |
| 3e                     | René Weissinger        | Allemagne              | Team Volksbank                  | 12 pts                 |
| 4e                     | Vladimir Gusev         | Russie                 | Discovery Channel               | 9 pts                  |
| 5e                     | Daniel Navarro         | Espagne                | Astana                          | 9 pts                  |
| 6e                     | Gerrit Glomser         | Autriche               | Team Volksbank                  | 6 pts                  |
| 7e                     | Carlos Sastre          | Espagne                | CSC                             | 6 pts                  |
| 8e                     | Martin Elmiger         | Suisse                 | AG2R Prévoyance                 | 6 pts                  |
| 9e                     | Laurens ten Dam        | Pays-Bas               | Unibet.com                      | 6 pts                  |
| 10e                    | Kevin De Weert         | Belgique               | Cofidis-Le Crédit par Téléphone | 6 pts                  |

| Classement des sprints | Classement des sprints | Classement des sprints | Classement des sprints          | Classement des sprints |
| Coureur                | Coureur                | Pays                   | Équipe                          | Points                 |
| ---------------------- | ---------------------- | ---------------------- | ------------------------------- | ---------------------- |
| 1er                    | Florian Stalder        | Suisse                 | Team Volksbank                  | 29 pts                 |
| 2e                     | Luis Pasamontes        | Espagne                | Unibet.com                      | 14 pts                 |
| 3e                     | René Weissinger        | Allemagne              | Team Volksbank                  | 12 pts                 |
| 4e                     | Vladimir Gusev         | Russie                 | Discovery Channel               | 9 pts                  |
| 5e                     | Daniel Navarro         | Espagne                | Astana                          | 9 pts                  |
| 6e                     | Gerrit Glomser         | Autriche               | Team Volksbank                  | 6 pts                  |
| 7e                     | Carlos Sastre          | Espagne                | CSC                             | 6 pts                  |
| 8e                     | Martin Elmiger         | Suisse                 | AG2R Prévoyance                 | 6 pts                  |
| 9e                     | Laurens ten Dam        | Pays-Bas               | Unibet.com                      | 6 pts                  |
| 10e                    | Kevin De Weert         | Belgique               | Cofidis-Le Crédit par Téléphone | 6 pts                  |

| Classement par équipes | Classement par équipes | Classement par équipes | Classement par équipes |
| Équipe                 | Équipe                 | Pays                   | Temps                  |
| ---------------------- | ---------------------- | ---------------------- | ---------------------- |
| 1re                    | Caisse d'Épargne       | Espagne                | 90 h 27 min 56 s       |
| 2e                     | Unibet.com             | Suède                  | + 4 min 29 s           |
| 3e                     | Discovery Channel      | États-Unis             | + 8 min 50 s           |
| 4e                     | Astana                 | Suisse                 | + 11 min 36 s          |
| 5e                     | CSC                    | Danemark               | + 14 min 27 s          |
| 6e                     | T-Mobile               | Allemagne              | + 15 min 04 s          |
| 7e                     | Quick Step-Innergetic  | Belgique               | + 17 min 49 s          |
| 8e                     | Saunier Duval-Prodir   | Espagne                | + 19 min 54 s          |
| 9e                     | AG2R Prévoyance        | France                 | + 20 min 07 s          |
| 10e                    | Bouygues Telecom       | France                 | + 35 min 34 s          |

| Classement par équipes | Classement par équipes | Classement par équipes | Classement par équipes |
| Équipe                 | Équipe                 | Pays                   | Temps                  |
| ---------------------- | ---------------------- | ---------------------- | ---------------------- |
| 1re                    | Caisse d'Épargne       | Espagne                | 90 h 27 min 56 s       |
| 2e                     | Unibet.com             | Suède                  | + 4 min 29 s           |
| 3e                     | Discovery Channel      | États-Unis             | + 8 min 50 s           |
| 4e                     | Astana                 | Suisse                 | + 11 min 36 s          |
| 5e                     | CSC                    | Danemark               | + 14 min 27 s          |
| 6e                     | T-Mobile               | Allemagne              | + 15 min 04 s          |
| 7e                     | Quick Step-Innergetic  | Belgique               | + 17 min 49 s          |
| 8e                     | Saunier Duval-Prodir   | Espagne                | + 19 min 54 s          |
| 9e                     | AG2R Prévoyance        | France                 | + 20 min 07 s          |
| 10e                    | Bouygues Telecom       | France                 | + 35 min 34 s          |

## Évolution des classements
| Étape (Vainqueur)          | Classement général | Classement sprint | Classement de la montagne | Classement par points | Classement par équipes         |
| -------------------------- | ------------------ | ----------------- | ------------------------- | --------------------- | ------------------------------ |
| Prologue Fabian Cancellara | Fabian Cancellara  | non décerné       | non décerné               | Fabian Cancellara     | CSC                            |
| 1re étape Erik Zabel       | Fabian Cancellara  | Florian Stalder   | Matteo Carrara            | Fabian Cancellara     | CSC                            |
| 2e étape Alessandro Proni  | Fabian Cancellara  | Daniel Navarro    | Alessandro Proni          | Fabian Cancellara     | Quick Step-Innergetic          |
| 3e étape Fränk Schleck     | Fränk Schleck      | Florian Stalder   | Alessandro Proni          | Fabian Cancellara     | Caisse d'Épargne-Illes Balears |
| 4e étape Robbie McEwen     | Fränk Schleck      | Florian Stalder   | Alessandro Proni          | Daniele Bennati       | Caisse d'Épargne-Illes Balears |
| 5e étape Thomas Dekker     | Vladimir Efimkin   | Florian Stalder   | Alessandro Proni          | Daniele Bennati       | Caisse d'Épargne-Illes Balears |
| 6e étape Vladimir Gusev    | Vladimir Efimkin   | Florian Stalder   | Vladimir Gusev            | Daniele Bennati       | Caisse d'Épargne-Illes Balears |
| 7e étape Rigoberto Urán    | Vladimir Efimkin   | Florian Stalder   | Vladimir Gusev            | Daniele Bennati       | Caisse d'Épargne-Illes Balears |
| 8e étape Fabian Cancellara | Vladimir Karpets   | Florian Stalder   | Vladimir Gusev            | Daniele Bennati       | Caisse d'Épargne-Illes Balears |

## Liste des engagés
| - T-Mobile ( Allemagne) - 1 : Marcus Burghardt - 2 : Linus Gerdemann - 3 : Giuseppe Guerini - 4 : Roger Hammond - 5 : Kim Kirchen - 6 : Andreas Klier - 7 : Michael Rogers - 8 : Patrik Sinkewitz - CSC ( Danemark) - 11 : Carlos Sastre - 12 : Anders Lund - 13 : Fabian Cancellara - 14 : Fränk Schleck - 15 : Jens Voigt - 16 : Stuart O'Grady - 17 : Lars Ytting Bak - 18 : Karsten Kroon - Liquigas ( Italie) - 21 : Michael Albasini - 22 : Patrick Calcagni - 23 : Kjell Carlström - 24 : Francesco Chicchi - 25 : Murilo Fischer - 26 : Franco Pellizotti - 27 : Filippo Pozzato - 28 : Guido Trenti - AG2R Prévoyance ( France) - 31 : Martin Elmiger - 32 : John Gadret - 33 : Hubert Dupont - 34 : Simon Gerrans - 35 : Rene Mandri - 36 : Alexandre Usov - 37 : Rinaldo Nocentini - 38 : Christophe Riblon - Saunier Duval-Prodir ( Espagne) - 41 : Juan José Cobo - 42 : Rubens Bertogliati - 43 : Arkaitz Durán - 44 : Alberto Fernández de la Puebla - 45 : José Ángel Gómez Marchante - 46 : Rubén Lobato - 47 : Gilberto Simoni - 48 : Francisco Ventoso - Discovery Channel ( États-Unis) - 51 : Fumiyuki Beppu - 52 : Janez Brajkovič - 53 : Matthew White - 54 : Stijn Devolder - 55 : Vladimir Gusev - 56 : Trent Lowe - 57 : Gianni Meersman - 58 : Jurgen Van Goolen - Rabobank ( Pays-Bas) - 61 : Óscar Freire - 62 : Mauricio Ardila - 63 : Jan Boven - 64 : Michael Boogerd - 65 : Thomas Dekker - 66 : Juan Antonio Flecha - 67 : Dmitry Kozontchuk - 68 : Theo Eltink - Astana ( Suisse) - 71 : Igor Abakoumov - 72 : Thomas Frei - 73 : Andrey Mizourov - 74 : Matthias Kessler - 75 : Andreas Klöden - 76 : Michael Schär - 77 : Daniel Navarro - 78 : Grégory Rast - Caisse d'Epargne ( Espagne) - 81 : Alberto Losada - 82 : Vladimir Efimkin - 83 : Sébastien Portal - 84 : José Iván Gutiérrez - 85 : Joaquim Rodríguez - 86 : Vladimir Karpets - 87 : David López García - 88 : Pablo Lastras - Quick Step-Innergetic ( Belgique) - 91 : Hubert Schwab - 92 : Juan Manuel Gárate - 93 : Carlos Barredo - 94 : Bram Tankink - 95 : Andrea Tonti - 96 : Mauro Facci - 97 : Giovanni Visconti - 98 : Alessandro Proni - Predictor-Lotto ( Belgique) - 101 : Bart Dockx - 102 : Christopher Horner - 103 : Leif Hoste - 104 : Robbie McEwen - 105 : Fred Rodriguez - 106 : Jurgen Van den Broeck - 107 : Wim Vansevenant - 108 : Wim Van Huffel | - Lampre-Fondital ( Italie) - 111 : Alessandro Ballan - 112 : Daniele Bennati - 113 : Marzio Bruseghin - 114 : Damiano Cunego - 115 : David Loosli - 116 : Marco Marzano - 117 : Daniele Righi - 118 : Paolo Tiralongo - Gerolsteiner ( Allemagne) - 121 : Johannes Fröhlinger - 122 : David Kopp - 123 : Volker Ordowski - 124 : Stefan Schumacher - 125 : Marcel Strauss - 127 : Beat Zberg - 128 : Markus Zberg - Crédit agricole ( France) - 131 : Francesco Bellotti - 132 : William Bonnet - 133 : Patrice Halgand - 134 : Sébastien Hinault - 135 : Christophe Laurent - 136 : Benoît Poilvet - 137 : Pierre Rolland - 138 : Yannick Talabardon - Bouygues Telecom ( France) - 141 : Giovanni Bernaudeau - 142 : Laurent Brochard - 143 : Aurélien Clerc - 144 : Saïd Haddou - 145 : Xavier Florencio - 146 : Vincent Jérôme - 147 : Arnaud Labbe - 148 : Matthieu Sprick - Euskaltel-Euskadi ( Espagne) - 151 : Juan José Oroz - 152 : Iban Mayoz - 153 : Jon Bru - 154 : Aitor Galdós - 155 : Antton Luengo - 156 : Iván Velasco - 157 : Beñat Albizuri - 158 : Andoni Aranaga - La Française des jeux ( France) - 161 : Jussi Veikkanen - 162 : Carlos Da Cruz - 163 : Benoît Vaugrenard - 164 : Frédéric Guesdon - 165 : Cyrille Monnerais - 166 : Thomas Lövkvist - 168 : Thierry Marichal - Cofidis ( France) - 171 : Kevin De Weert - 172 : Maryan Hary - 173 : Sébastien Minard - 174 : Maxime Monfort - 175 : Cristian Moreni - 176 : Christopher Sutton - 177 : Tristan Valentin - 178 : Steve Zampieri - Unibet.com ( Suède) - 181 : Matteo Carrara - 182 : Pieter Jacobs - 183 : Luis Pasamontes - 184 : Víctor Hugo Peña - 185 : Tom Criel - 186 : Laurens ten Dam - 187 : Gustav Larsson - 188 : Rigoberto Urán - Milram ( Allemagne) - 191 : Erik Zabel - 192 : Mirko Celestino - 193 : Ralf Grabsch - 194 : Sergio Ghisalberti - 195 : Alberto Ongarato - 196 : Enrico Poitschke - 197 : Björn Schröder - 198 : Sebastian Schwager - Volksbank ( Autriche) - 201 : Florian Stalder - 202 : Pascal Hungerbühler - 203 : Gerrit Glomser - 204 : Harald Morscher - 205 : René Weissinger - 206 : Mariusz Witecki - 207 : Andreas Matzbacher - 208 : Josef Benetseder |